# Zakumi

Zakumi, linh vật của World Cup 2010

Chú báo hoa mai Zakumi là linh vật chính thức của World Cup 2010, được ban tổ chức World Cup 2010 tại Nam Phi chính thức giới thiệu ngày 22 tháng 9 năm 2008.
Tên của chú được ghép từ "ZA", chữ viết tắt quốc tế của Nam Phi, và "kumi", có nghĩa là số mười trong nhiều thứ tiếng châu Phi. Zakumi gồm hai màu vàng-xanh là màu áo của tuyển Nam Phi.
Ngày sinh của Zakumi trùng với ngày Thanh niên ở Nam Phi. Còn năm 1994 đánh dấu cuộc bầu cử không phân biệt chủng tộc đầu tiên ở quốc gia này. Andries Odendaal thuộc thành phố Cape Town là tác giả thiết kế linh vật.
Khẩu hiệu chính thức của Zakumi là: "Lối chơi của Zakumi là lối chơi Fair Play. - Zakumi's game is Fair Play." Khẩu hiệu xuất hiện trên những bảng quảng cáo điện tử của FIFA Confederations Cup 2009 & World cup 2010.